# 阿伯丁 (佛羅里達州)
阿伯丁（英語：Aberdeen）是位於美國佛羅里達州棕櫚灘縣的一個人口普查指定地區。

## 地理
阿伯丁的座標為26°33′02″N 80°08′55″W / 26.55056°N 80.14861°W，而該地最高點為海拔高度5米（即16英尺）。

## 人口
根據2010年美國人口普查的數據，阿伯丁的面積為6.133平方千米，當中陸地面積為6.133平方千米，而水域面積為0.000平方千米。當地共有人口2572人，而人口密度為每平方千米419人。